# Ablaincourt-Pressoir
Ablaincourt-Pressoir – miejscowość i gmina we Francji, w regionie Hauts-de-France, w departamencie Somma.
Według danych na rok 2011 gminę zamieszkiwało 269 osób, a gęstość zaludnienia wynosiła 28 osób/km²(wśród 2293 gmin Pikardii Ablaincourt-Pressoir plasuje się na 792. miejscu pod względem liczby ludności, natomiast pod względem powierzchni na miejscu 501.).